# Ottone Orseolo
Ottone Orseolo [ca. 992-1032) var doge i Venedig fra 1008 til 1026. Han var 3. søn af Pietro 2. Orseolo og Maria Candiano, som han efterfulgte i en alder af 16 år, og dermed blev den yngste doge i Venedigs historie.

## Tidlige år
Da kejser Otto 2. tog ophold i Verona og gav mange privilegier til Republikken Venedig i markgrevskabet Verona, anmodede han Pietro om at sende sin 3. søn til Verona, hvor kejseren fungerede som hans sponsor ved hans konfirmation. Til ære for kejseren fik han navnet Ottone. I 1004 rejste Pietro sammen med sin ældste søn og med-doge Giovanni til Konstantinopel, hvor Giovanni giftede sig med en niece af Basilios 2., Maria Argyra, og Ottone modtog flere ærestitler.
Efter Giovannis pludselige død i 1006, ophøjede Pietro Ottone med med-doge. Han skrev derefter testamente, hvor han hovedparten af sin formue til de fattige og kirken, og trak sig tilbage til et kloster, og overlod regeringsansvaret til Ottone. Da Pietro døde i 1008 efterlod han Ottone som eneste doge i den unge alder af 16. Kort efter faderens død giftede Ottone sig i 1009 med en datter af den nyligt kristnede og nyligt kronede Géza af Ungarn og Adleta af Polen. Bruden hed Gizella (989-992 - d. 1026). Da Chronicon Venetum slutter i Ottone regeringstid må man bygge på senere kilder. Ifølge kronikøren (og dogen) Andrea Dandolo, som skrev tre århundreder senere, var Ottone:
 Katolsk i tro, rolig i renhed, stærk i retfærdighed, fremragende i religion, klædelig i sin livsførelse, veludstyret i rigdom og ejendom og udstyret med alle slags dyder, så han af alle blev betragtet som den mest passende efterfølger af sin far og bedstefar.

## Regeringstid og afsættelse (1008–26)
En stor del af Ottones regeringstid blev præget af skandaler, da han viste en klar tendens til nepotisme hvor flere slægtninge blev udpeget til magtfulde stillinger. I 1017 døde Vitale Candiano, Patriarken af Grado, og Ottone udpegede sin ældre bror Pietros anden søn Orso, som allerede var biskop af Torcello, til det ledige patriarkat. Ottone udpegede derefter sin yngre bror Vitale til ny biskop af Torcello. Disse handlinger kostede ham folkets støtte, om end de endnu ikke krævede ham fjernet fra sit embede. Fordømmelserne fra Poppo af Treffen, Patriarken af Aquileia, opildnede venetianerne til at fordrive Ottone og patriarken af Grado fra Venedig, hvorefter de fik asyl i Istrien fra 1022 til 1023. I 1023 plyndrede Poppo patriarkens palads og kirke i Grado og venetianerne kaldte Ottone og Orso tilbage.
I 1024 bekræftede Pave Johannes 19. Orso's ret til at beklæde patriarkatet i Grado og bekræftede hans patriarkale rettigheder i forhold til Aquileia. Ottone fortsatte imidlertid med at bruge kirkelige udnævnelser til fordel for sig selv og sin familie og fjenderne af Orseoloerne i Venedig fik ham med folkets støtte afsat i 1026. Han blev arresteret, kronraget og sendt i eksil i Konstantinopel. Her blev han vel modstaget af Konstantin 8., hens svigerindes onkel, som ophævede handelsprivilegier, der tidligere var givet til republikken under Pietro 2. Ikke for ingenting havde Ottono opbygget et godt forhold til kejserne i Europa: Den tyske kejser Konrad 2. fjernede ligeledes venetianske handelsprivilegier som følge af hans afsættelse. Hans svigerfar Stjepan 1. af Kroatien angreb på opfordring fra Ottones søn Pietro kystbyerne i Dalmatien og erobrede flere fra Venedig.

## Død i eksil (1032)
I mellemtiden var venetianerne blevet træt af Ottones efterfølger, Pietro Barbolano, og de afsatte også ham i 1032. Vitale af Torcello tog til Konstantinopel for at opfordre sin bror til at komme tilbage til dogestolen, mens Orso af Grado overtog regeringsmagten i mellemtiden. Vitale ankom til den Østromerske hovedstad, blot for at finde Ottone på dødens rand, og han døde inden han kunne vende tilbage til Venedig. Orso afgav den verdslige magt så snart nyheden nåede Venedig, mens en slægtning, Domenico, forsøgte at tilrane sig tronen. Det mislykkedes og venetianerne valgte Domenico Flabanico som doge.
Ottones søn Pietro efterfulgte senere Stjepan som konge af Ungarn. Ottone havde to døtre, Frozza Orseolo og Felicia Orseolo, som giftede sig med Nicolo Bembo. Deres datter Elena Bembo giftede sig med Zuane Michiel, søn af Vitale Michiel og Felicia Elena Cornaro, og deres søn var Domenico Michiel.